# Плетнёв, Александр Никитич
Александр Никитич Плетнёв (1933—2012) — советский писатель.

## Биография
Родился 28 августа 1933 года в поселке Трудовое Куйбышевского района  Новосибирской области в простой крестьянской семье. Семья Плетневых была очень большая, Александр был тринадцатым ребенком. 
К 1941 году семья переехала в соседний, Барабинский район, в Новогутский совхоз. До призыва в армию он был рабочим совхоза в деревне Межозерье. После службы в армии остался в Приморском крае и двадцать лет проработал на шахте «Дальневосточная» в городе Артёме. Там же окончил вечернюю школу.
Впервые его произведения были напечатаны в 1968 году. В 1973 году во Владивостоке вышла его первая книга — «Чтоб жил и помнил». По рекомендации В. Астафьева, Е. Носова и В. Распутина в 1975 году был принят в Союз писателей СССР. окончил Высшие литературные курсы при Литературном институте имени Горького.
Первое крупное произведение прозаика — роман «Шахта», опубликованный в 1981 году в «Роман-газете»  тиражом в 2 540 000 экземпляров, принес Плетнёву известность не только в СССР. Роман был экранизирован в двух сериях на киностудии «Мосфильм» под названием «Тихие воды глубоки». Некоторые книги были изданы на английском, французском, немецком и других языках.
Умер 7 мая 2012 года.